# Tamalpais-Homestead Valley (Kalifornija)
Tamalpais-Homestead Valley je naseljeno područje za statističke svrhe u američkoj saveznoj državi Kalifornija. Prema popisu stanovništva iz 2010. u njemu je živjelo 10.735 stanovnika.